# Vištytis
Vištytis (Duits: Wystite) is een plaats in het zuidwesten van Litouwen, bij de Russische grens (Kaliningrad). Het ligt vlak bij het Meer van Vištytis.
Het dorp kreeg, ondanks haar geringe omvang, in 1570 stadsrechten. 

## Geschiedenis
Vištytis werd gesticht op de helft van de 16de eeuw, op de grens met het Hertogdom Pruisen. De eerste keer dat de plaats werd genoemd was in 1538. Op 8 september 1570 gaf Sigismund II Augustus het plaatsje stadsrechten, omdat het een snelgroeiende stad was. 
In 1776 verloor het dorp zijn stadsrechten.
Tijdens de Holocaust verloor Vištytis veel van zijn inwoners, waardoor het tegenwoordig een plaats is die nog nauwelijks belang heeft.